# Hamburgische Schiffbau-Versuchsanstalt
Die Hamburgische Schiffbau-Versuchsanstalt GmbH (HSVA) im Hamburger Stadtteil Barmbek-Nord berät Werften, Reedereien und Konstruktionsbüros u. a. beim Entwurf von Schiffen und maritimen Systemen im offenen Wasser, bei Seegang und Eis. Hierbei finden jüngste hydrodynamische Forschungsergebnisse in speziellen Modellversuchsanlagen sowie modernen Berechnungsverfahren Anwendung. Die HSVA verfügt über hochmoderne Mess- und Berechnungssysteme für die präzise Optimierung von Schiffsrümpfen und -propellern.
Neben der maritimen Industrie werden die Versuchseinrichtungen der HSVA auch von anderen Branchen (z. B. Flugzeugbau, Küsteningenieurwesen, …) genutzt.
Die HSVA wurde 1913 von einer Gruppe deutscher Werften und Reedereien in Hamburg gegründet. Die Anlagen wurden nach dem Zweiten Weltkrieg demontiert und zerstört. Mit Wiederbelebung des Handelsschiffbaus in der Bundesrepublik wurden die Anlagen 1953 auf dem Gelände des früheren Neuen Schützenhofes in der Bramfelder Straße im Hamburger Stadtteil Barmbek-Nord neu errichtet und bis zum heutigen Tage immer weiter ausgebaut und modernisiert. Heute zählt die HSVA mit ca. 100 Mitarbeitern zur weltweiten Spitze der hydrodynamischen Forschung und Entwicklung.

## Geschichte

### Gründung und Betrieb bis 1921

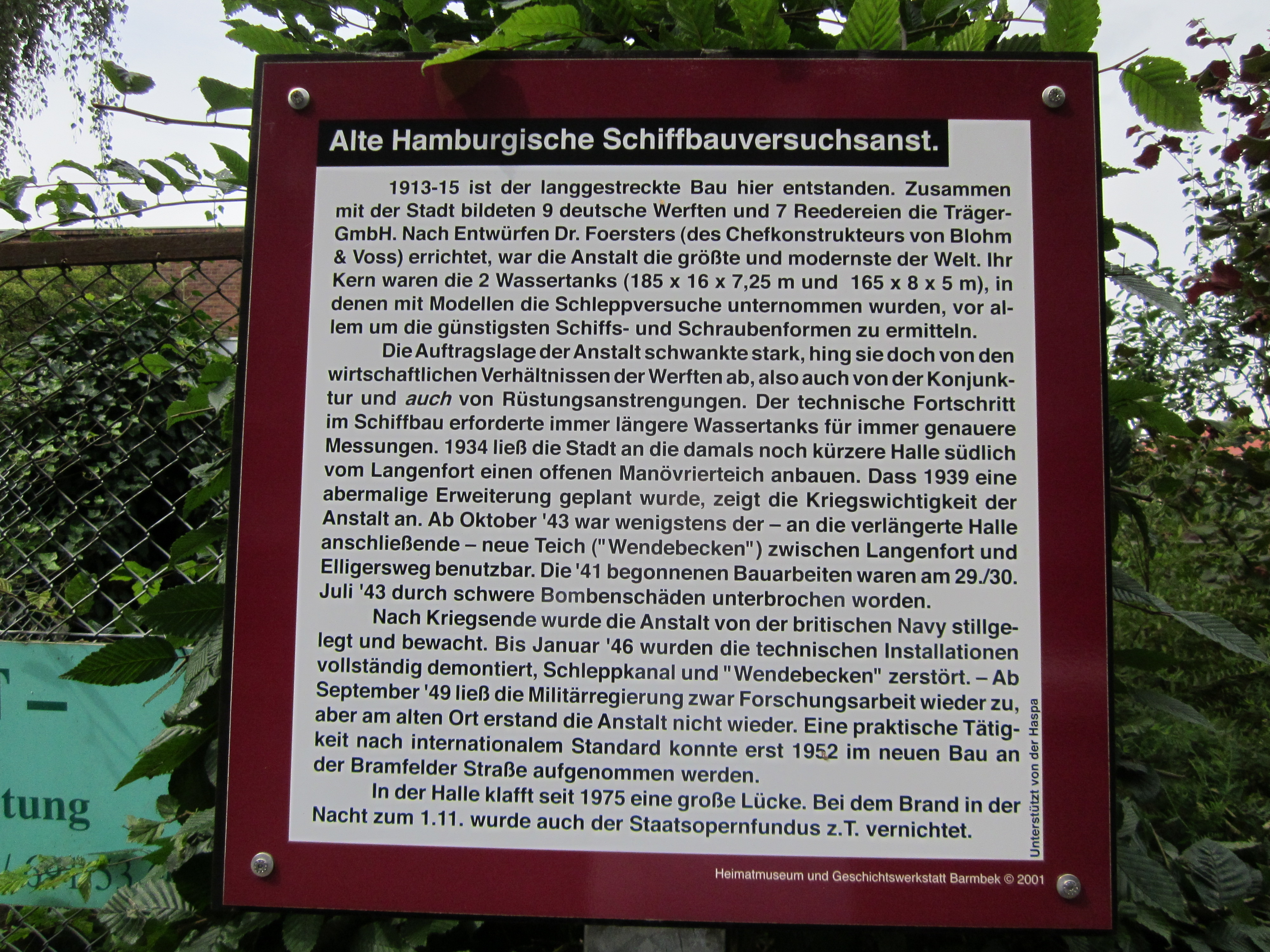
Barmbeker Geschichtstafel am ehemaligen Standort Schlicksweg (Foto: 2011)

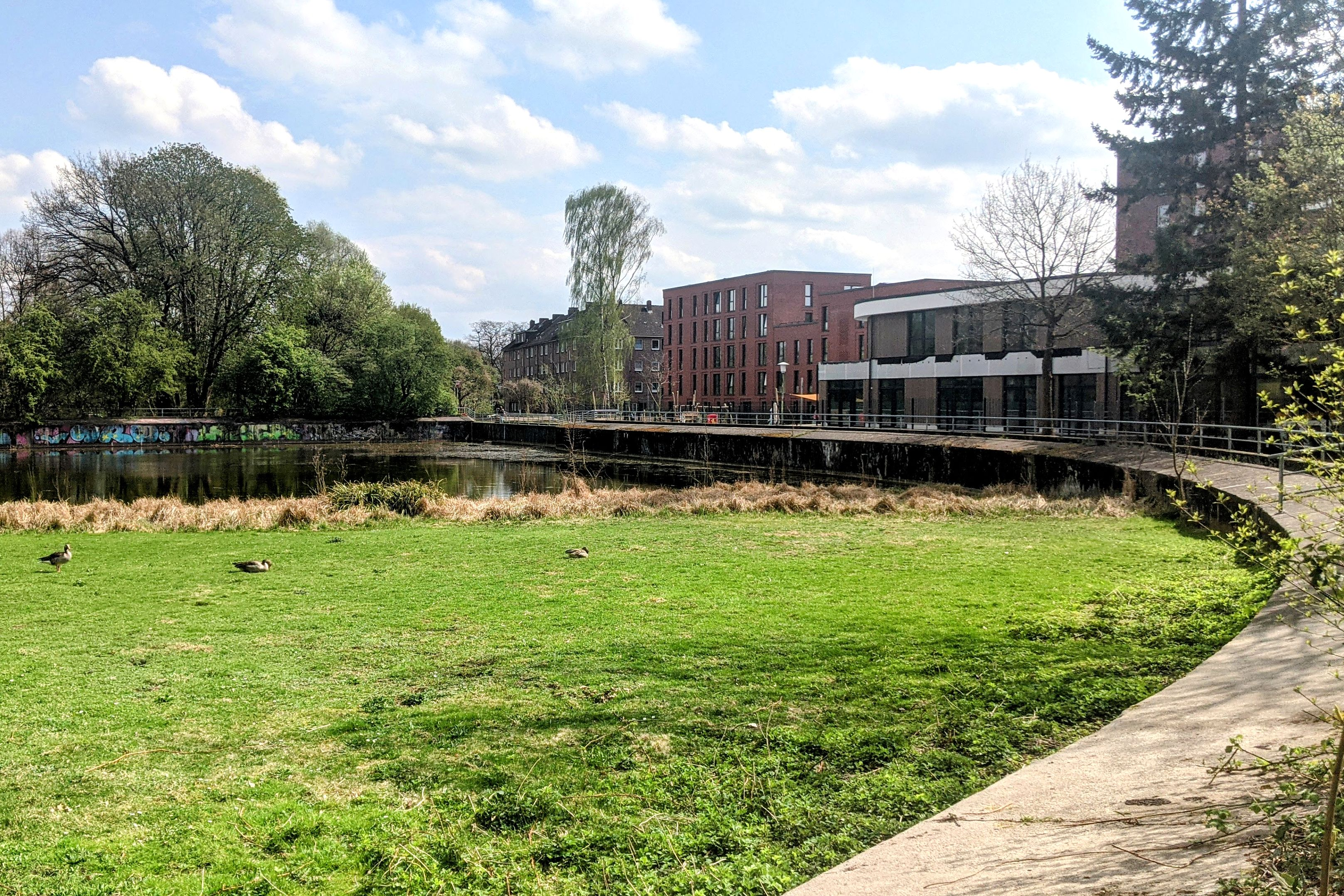
Teilweise renaturiertes ehemaliges Wendebecken am alten HSVA-Standort, heute Teil des Grünzuges Langenfort (Foto: 2025)

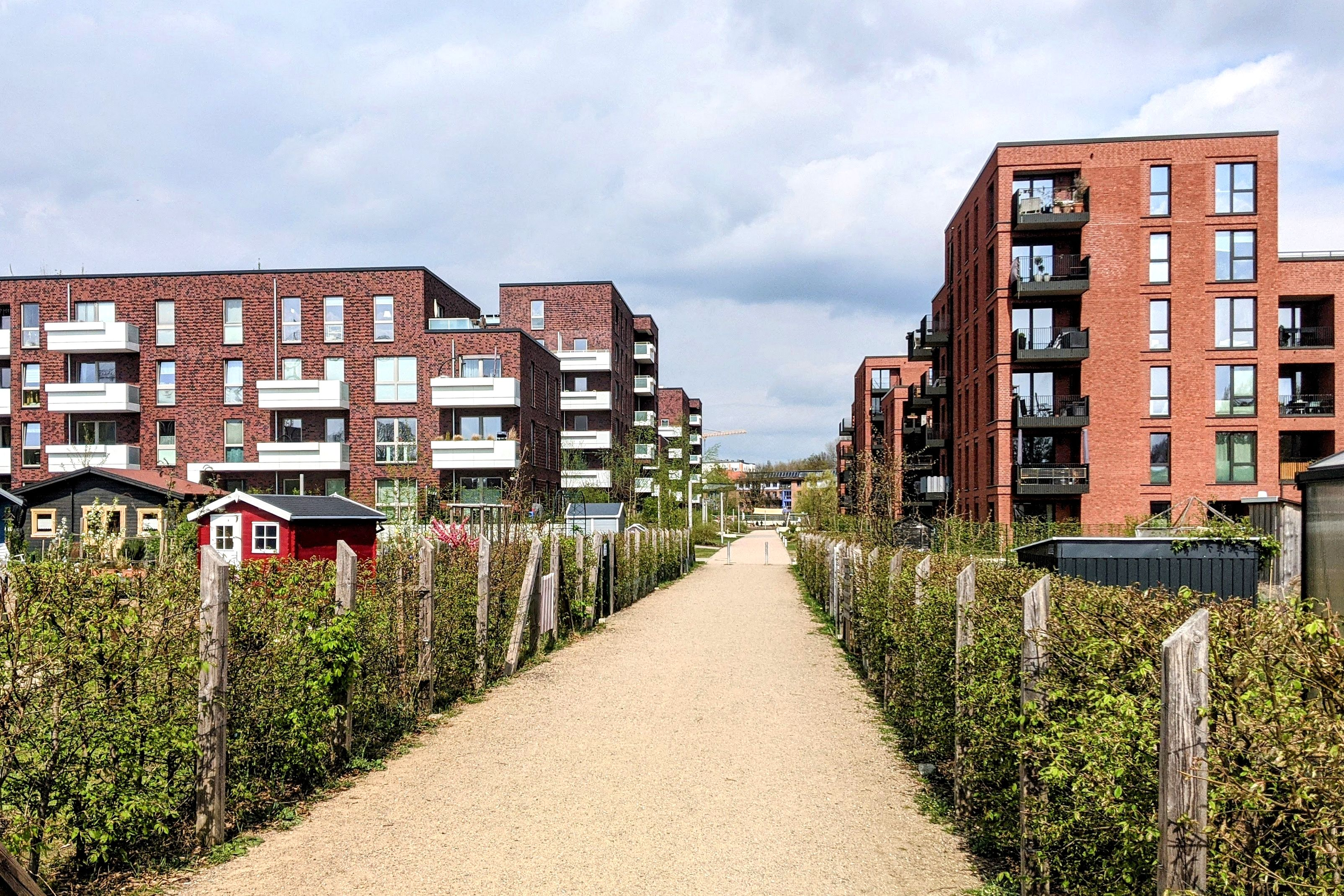
Mit Wohnhäusern und Kleingärten überbautes ehemaliges HSVA-Gelände zwischen Langenfort und Schlicksweg (Foto: 2025)

Friedrich Ahlborn, Lehrer für Mathematik und Wissenschaften an einem Realgymnasium in Hamburg, legte mit seinem Faible für Hydrodynamik den Grundstein für die Gründung der HSVA. Er baute mit Unterstützung von Blohm & Voss zunächst einen kleinen Versuchstank für strömungstechnische Versuche. 1904 berichtete er vor der Schiffbautechnischen Gesellschaft (STG) darüber und stellte seine Ergebnisse vor. Angeregt vom Zuspruch durch den STG-Vorsitzenden Carl Busley und mit finanzieller Unterstützung des STG-Stipendienfonds vertiefte er seine Kenntnisse.
Mit Unterstützung von Otto Schlick und Herrmann Blohm erhielt er 1908 vom Senat die Bewilligung für den Bau der ersten Versuchsanstalt, die u. a. durch die Spende von 300.000 Mark vom Ehepaar Schlick für insgesamt 1,3 Mio. Mark nach Plänen Ernst Foersters gebaut wurde und aus mehreren Schlepptanks für Seeschiffe, Flussschiffe und Seeflugzeuge bestand. Die große Rinne für Seeschiffe war 200 Meter lang und 16 Meter breit, der Schleppwagen hatte eine Geschwindigkeit von 8 m/s, später 10 m/s, und wurde von einem Leonhard-Aggregat angetrieben. Das zur Widerstandsmessung verwendete Dynamometer erhielt die HSVA von der 1914 aufgrund der Hafenerweiterung geschlossenen Schleppversuchsstation Bremerhaven des Norddeutschen Lloyds.
Die Leitung des Betriebs hatte von 1915 bis 1922 Carl Bruckhoff inne, der ab 1922 von Günther Kempf abgelöst wurde. Kempf verfügte über große Erfahrungen im Bereich der Modellversuche, die er als Leiter in der ersten deutschen Versuchsstation in Übigau gesammelt hatte.

### 1922 bis 1945
Zum Weiterbetrieb der Hamburgischen Schiffbau-Versuchsanstalt gründete Ernst Foerster, der 20 Jahre lang dem Aufsichtsrat der HSVA angehören wird, 1922 die Gesellschaft der Freunde und Förderer der Hamburgischen Schiffbau-Versuchsanstalt. Unter Kempff wurden derweil die Messmethoden verbessert und Methoden untersucht, um den Eigenantrieb der Modelle zu ermöglichen. Wichtige Arbeitsgebiete waren grundlegende Versuche zum Reibungswiderstand, die in Modell und Großausführung mit Unterstützung von Reedereien durchgeführt wurden. Die bei der Versuchsanstalt für Wasserbau und Schiffbau in Berlin durchgeführten Propulsionsversuche für Seeschiffe wurden durch die HSVA auf solche für flach gehende Flussschiffe ausgeweitet. Da diese Untersuchungen zunahmen, wurde dafür ein spezieller Flachwasserkanal errichtet.
Der Untergang des Feuerschiffs Elbe 1 im Orkan war Anlass, Versuche mit Wellen durchzuführen. Die dafür notwendigen Ideen und Konstruktionsunterlagen der Anlage zur Wellenerzeugung kamen von Hans Hoppe. Mit diesen neuartigen Versuchseinrichtungen wurden danach erfolgreich Versuche mit Schiffsmodellen im Seegang und der konstruktiven Gestaltung von Schlingerkielen durchgeführt. Die Untersuchungen der Kavitationsschäden an den Propellern der „Bremen“ waren 1929 der Anlass zum Bau eines ringförmigen Kavitationstunnels, der von Wasser ringförmig durchströmt wurde. Um 1930 entstand ein Schnellschleppkanal zur Untersuchung von Flugzeugschwimmern. Der Ausbau und diverse Modellversuche für in- und ausländische Reeder waren so erfolgreich, dass in den 1930er Jahren vergleichbare Anlagen in die Sowjetunion und nach Japan geliefert wurden: Die Sowjetunion erhielt einen Kavitationstunnel. Konstruktionsunterlagen sowie Messeinrichtungen zum Bau eines Kavitationstunnels wurden an Japans Marine geliefert. Auch die Niederlande und Schweden erhielten später Kavitationstanks nach den technischen Unterlagen der HSVA.
Bestand die Auslastung der HSVA zuvor noch zu 40 bis 50 % aus dem Bereich der Seeschiffe und deren Propeller, zu 15 bis 25 % aus dem Bereich der Flussschiffe und zu 35 bis 45 % aus dem Bereich der Marine und Sonstigem, so änderte sich dies ab Mitte der 1930er Jahre: Die Arbeiten für die Marine nahmen nun einen Anteil von über 70 % ein, anfangs für Großschiffe wie z. B. „Schlachtschiff H“ und später für Schnellboote, U-Boote und Kleinst-U-Boote. Zu diesem Zweck wurde 1943 der große Schleppkanal auf 450 Meter verlängert. Der neue vergrößerte Schleppwagen wurde jedoch nicht mehr rechtzeitig geliefert; ab 1943 waren die Arbeiten kriegsbedingt stark eingeschränkt. Mehrere Bombenangriffe führten zu starken Beschädigungen.

### Nachkriegsjahre
Nach dem Zweiten Weltkrieg wurden die Versuchsbecken von den britischen Besatzern gesprengt, mit Trümmern und Beton zugeschüttet, die Versuchswagen zerstört, und die große Versuchshalle wurde als Depot der Besatzungsmacht genutzt. Die Kavitationstanks wurden zerstört bzw. nach Großbritannien gebracht. Da die HSVA verboten wurde, entstand in den Räumen von Maihak eine Nachfolgeeinrichtung unter dem Namen „Hanseatische Ingenieurvereinigung“ (HIV). Technische Betätigungen theoretischer und praktischer Natur erfolgten im Rahmen von schiffstechnischen Vorlesungen und Laborversuchen an der Ingenieurschule am Berliner Tor.

### 1952: Entstehung der neuen HSVA

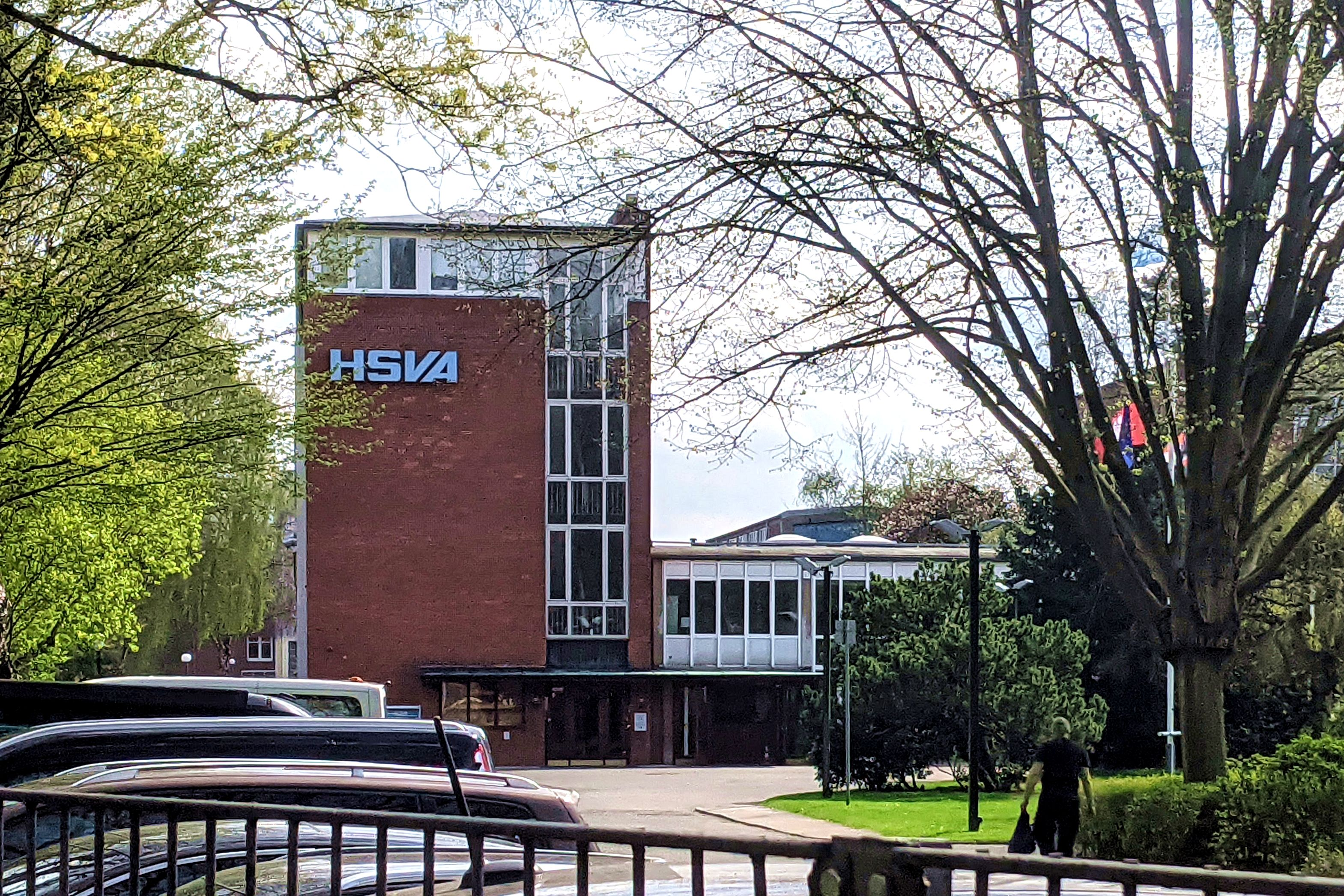
Heutiger Hauptsitz an der Bramfelder Straße

Im März 1952 wurde die Gesellschaft der Freunde und Förderer der Hamburgischen Schiffbau-Versuchsanstalt erneut gegründet, und Kempf und Foerster warben bei ihren vorherigen Mitgliedern um deren Wiederbeitritt. Auf dem Gelände des Barmbeker Schützenhofes entstand die neue HSVA mit einem anfangs 80 Meter langen Schleppkanal nach dem Wellenkamp-Prinzip. Statt des Schleppwagens wurde das Modell bei diesem Prinzip von einer Winde gezogen. Diese Methode wurde bereits erfolgreich in der 1906 errichteten Marineversuchsanstalt Berlin-Lichtenrade angewendet. Später wurde die Winde jedoch durch einen Schleppwagen ersetzt. Außerdem wurden ein Flachwasserkanal, ein Manöverteich und ein offener Umlauftank errichtet.
1955 ging Günther Kempf in den Ruhestand und Hermann Lerbs wurde bis 1967 der neue Leiter der HSVA. Er wurde von dem kommissarischen Leiter Herbert Rader abgelöst. Von 1969 bis 1975 übernahm Otto Grim die Leitung, der sich mit dem Grim’schen Leitrad einen Namen machte. Beim weiteren Ausbau kam ein Kavitationstunnel dazu, es erfolgten eine Vergrößerung des Schleppkanals auf 200 Meter (später auf 300 Meter) und der Einbau eines Wellenerzeugers. Der 1952 bei der Hitzler Werft durchgeführte Bau des Eisbrechers „Wisent“ war der Grund für die intensive Beschäftigung mit der Eisbrechtechnik, die besonders durch Heinrich Waas vorangetrieben wurde. Nach ihm wurde der Thyssen-Waas-Bug benannt, dessen Anwendung eine schollenfreie Eisrinne hinter Eisbrechern ermöglicht.
1958 entstand für einfache erste Widerstandsversuche ein kleiner Eistank mit 8 Metern Länge und 1,8 Metern Breite. Von Odo Krappinger, dem Nachfolger Otto Grims, konnte in seiner Amtszeit eine rechnerunterstützte Einrichtung zur Messung der hydrodynamischen Kräfte und Momente eines fahrenden Schiffmodells realisiert werden. Diese in der Fachwelt als Computerized Planar Motion Carriage (CPMC) bezeichnete Anlage ermöglicht umfassende und sehr exakte Messungen und Bestimmungen der Manövriereigenschaften eines Schiffsmodells.
Als europäische Forschungseinrichtung entstand 1984 der auf 78 Meter verlängerte Eistank mit 10 Metern Breite und 2,5 Metern Tiefe. Der 1989 eingeweihte Hydrodynamik- und Kavitationstunnel, der abgekürzt als HYKAT bezeichnet wird, dient zur Untersuchung und Vorhersage von Kavitation an Propellern und Druckschwankungen am Hinterschiff, die vom Propeller verursacht werden.

### 2013: 100 Jahre HSVA
Im Jahr 2013 feierte die HSVA mit verschiedenen Veranstaltungen, einem Tag der offenen Tür und der Ausgabe eines Jubiläumsbuches ihr 100. Jubiläum. Zu diesem Anlass schleppte die HSVA als besonderes Highlight mit dem Modellrumpf für die Titanic 2 der von Clive Palmer 2012 gegründeten Reederei Blue Star Line das 5000. Schiffsmodell. Damit sollten der Schiffswiderstand und weitere hydrodynamische Eigenschaften des Modells vom Nachbau der 1912 gesunkenen Titanic im großen Schlepptank untersucht werden.

## Fertigungs- und Versuchseinrichtungen

### Tischlerei ASC und Modellfräse
Die Schiffsmodelle entstehen nach den Daten und dem Linienriss der zu untersuchenden Schiffe in grober Form in der Holzwerkstatt aus verleimten Holzlatten zunächst als Rohling. Innerhalb von ein bis zwei Tagen wird daraus anschließend die millimetergenaue Schiffsform mittels einer Modellfräse mit einem in fünf Achsen beweglichen Fräskopf hergestellt. Die dazu notwendigen digitalen Daten werden aus den Schiffslinien erstellt, die von der Werft, Schiffbaubüros oder auch der HSVA entworfen wurden.

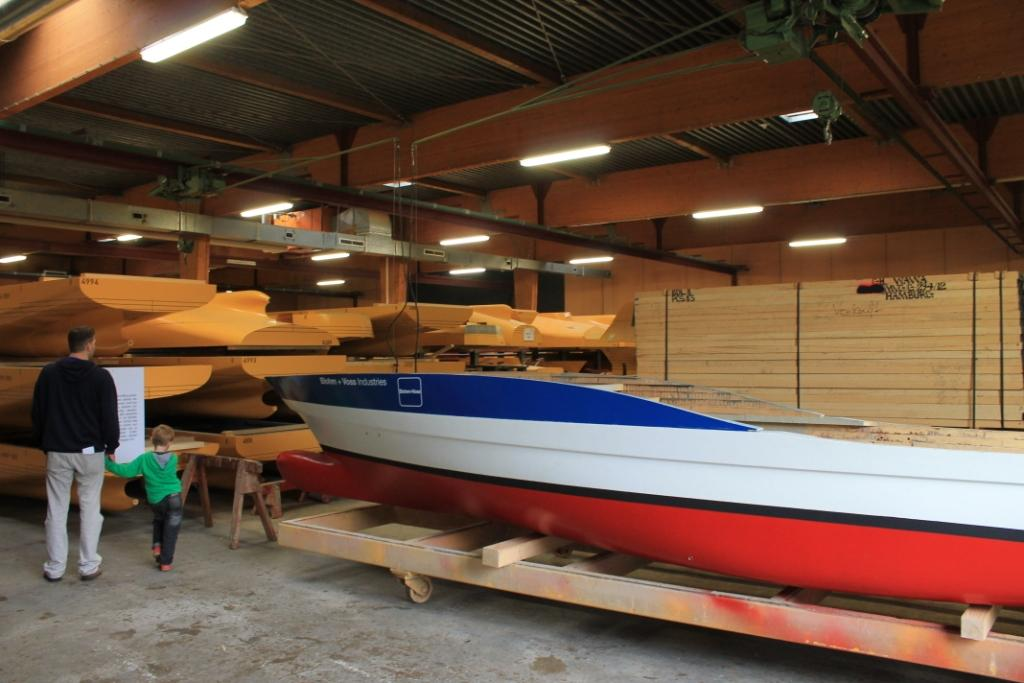
Modelllager der HSVA, Modell eines Schiffes von Blohm + Voss
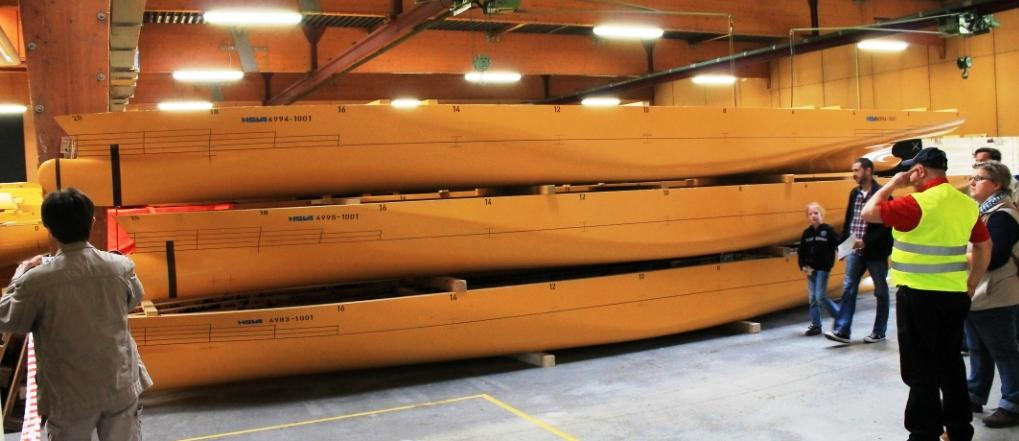
Modelllager der HSVA mit fertig lackierten Schiffsmodellen, gelb für Versuche im Schleppkanal, rot für Versuche im Eistank
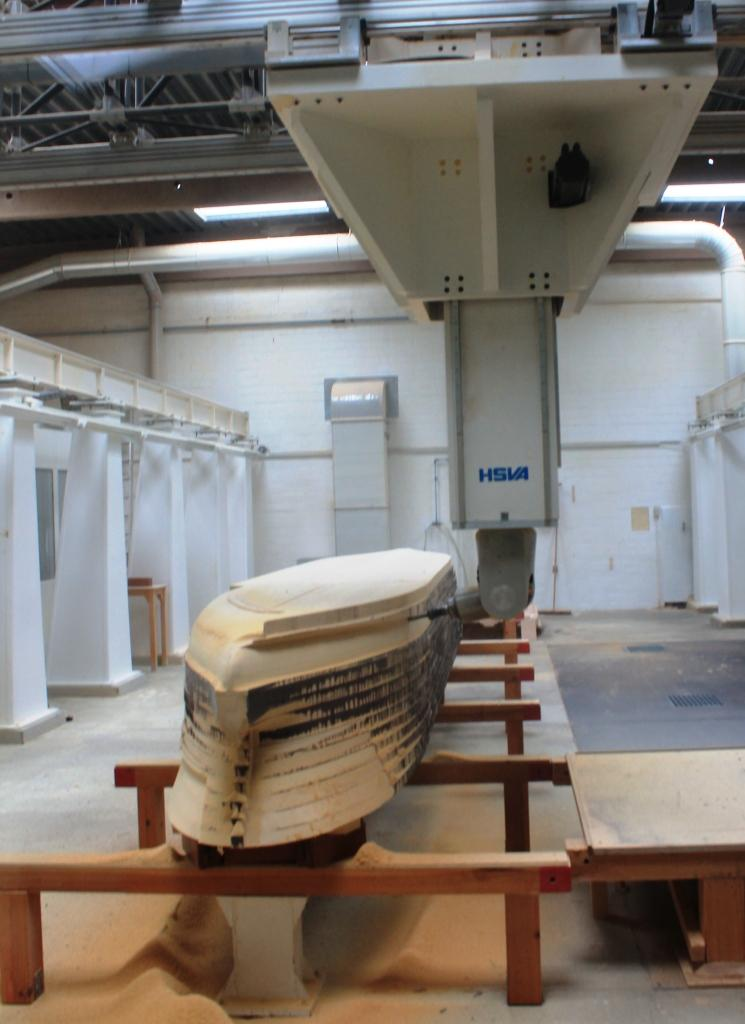
Blick in die Werkstatt mit der Modellfräse
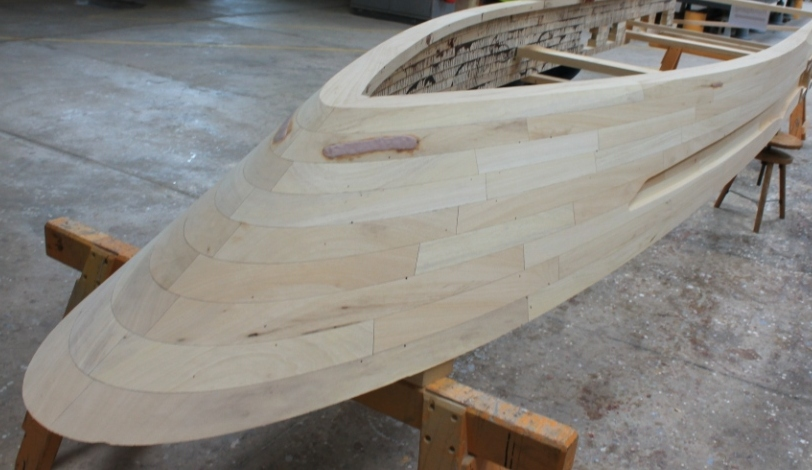
Gefrästes unlackiertes Holzmodell

### Modellvorbereitungswerkstatt

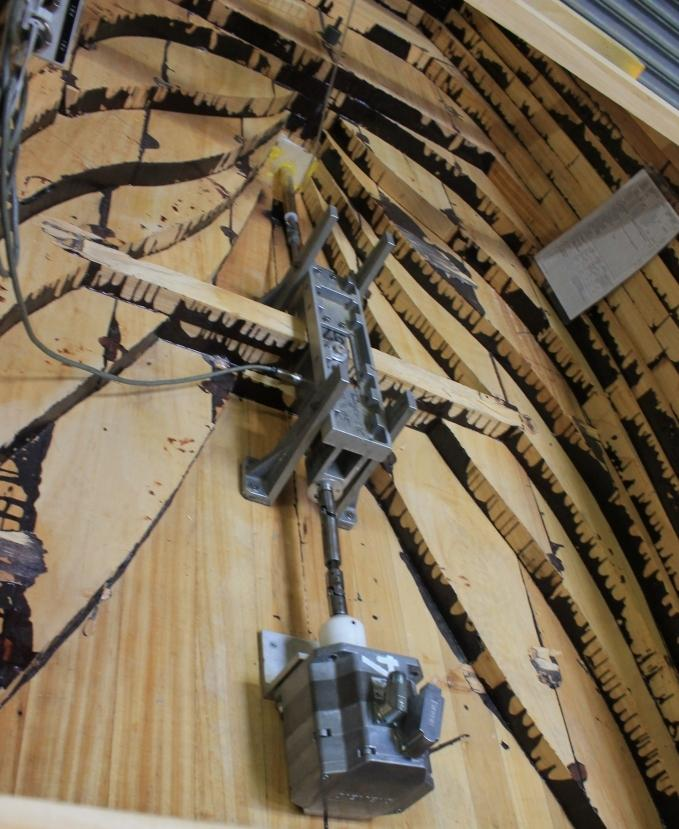
Blick in das Schiffsmodell mit dem E-Motor als Modellantrieb

Nach der Lackierung und weiteren Endbearbeitung wird das Holzmodell je nach geplanter Untersuchung mit den notwendigen Antriebs- und Messgeräten versehen. Der Modellpropeller und die Propellerwelle werden in das Modell eingebaut und von einem Elektromotor angetrieben. Zur Messung der Propellerdrehzahl, des Schubs und der Antriebsleistung dient das Dynamometer. Außerdem können je nach Auftrag noch eine Rudermaschine, Flossenstabilisatoren oder Strahler dazukommen.

### Großer Schlepptank

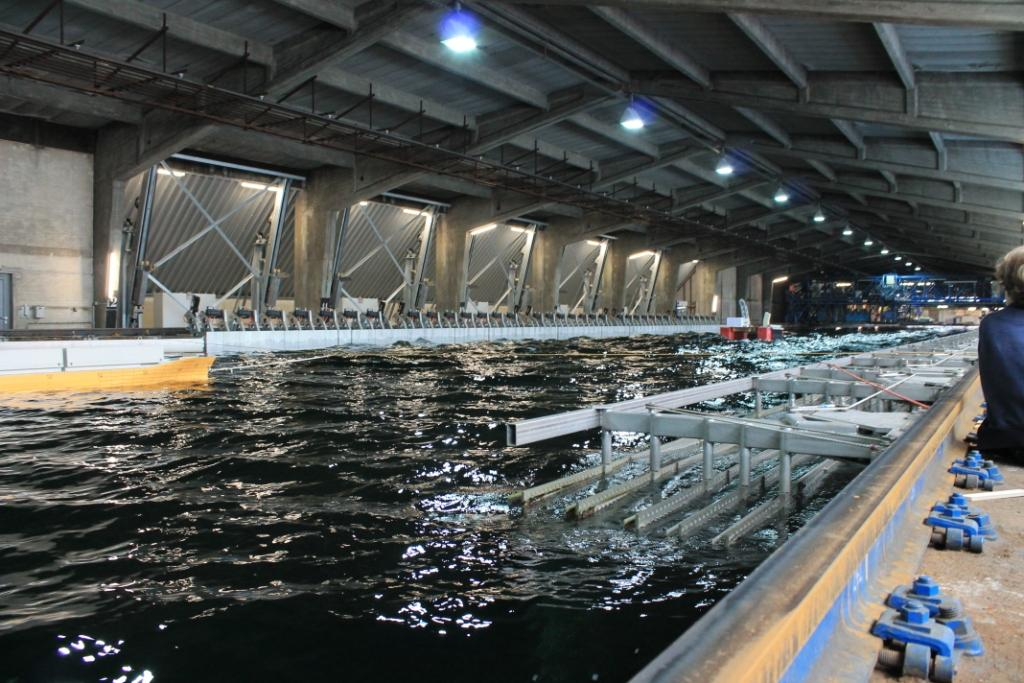
Großer 300-m-Schlepptank der HSVA

Die entsprechend ausgestatteten Schiffsmodelle werden mithilfe des Schleppwagens in dem 300 Meter langen Versuchstank geschleppt, der sich auf den Schienen der Seitenwände über der Wasseroberfläche bewegt. Die Messdaten werden mit den Messrechnern auf dem Messwagen aufgenommen. Es findet bereits hier eine Vorabauswertung statt, um erste Aussagen treffen zu können. Mit entsprechenden Zusatzeinrichtungen können auch frei fahrende Modelle untersucht werden, um Erkenntnisse über das Manövrierverhalten zu erhalten. Mit den seitlichen Wellenerzeugern können zudem Schiffe oder Offshore-Plattformen im Seegang untersucht werden.

### Eistank

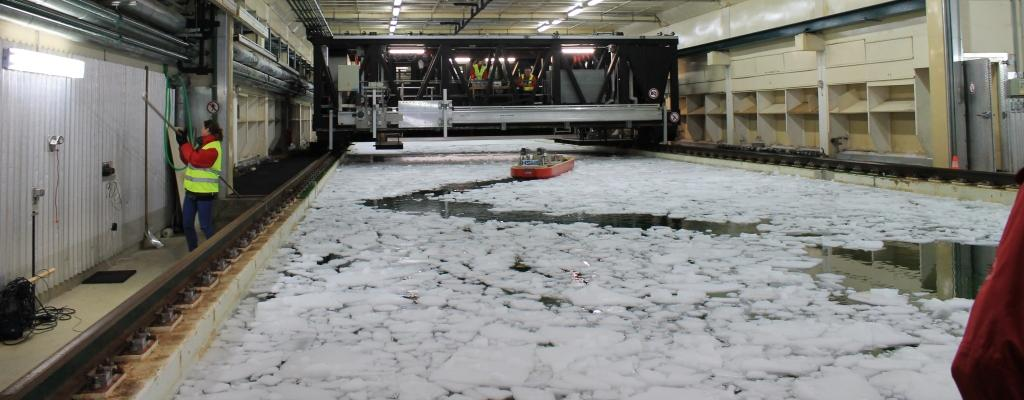
Freifahrendes Modell im Eistank der HSVA

Besonders aufwändige Untersuchungen erfolgen im Eistank der HSVA, der als eine der weltweit größten eistechnischen Versuchseinrichtungen gilt. Das Modelleis kann mit Lufttemperaturen von bis zu −25 °C in Form einer geschlossenen Eisdecke mit einer Stärke von maximal 7 cm erzeugt werden. Dabei werden Versuche zum Brechen der geschlossenen Eisdecke sowie Fahren in Eisrinnen mit Scholleneis durchgeführt.

### Hydrodynamik- und Kavitationstunnel (HYKAT)
In einer 11 Meter langen Messstrecke des Ringkanals vom Hydrodynamik- und Kavitationstunnel können Wassergeschwindigkeiten bis 45 km/h eingestellt werden. Das Schiffsmodell ist im Gegensatz zum fahrenden naturgroßem Schiff gefesselt, was eine gute Beobachtung der Hinterschiffsumströmung und der Kavitationsvorgänge am Modellpropeller ermöglicht. Die Kavitation bezeichnet die zwei dynamischen Vorgänge der Verdampfung und anschließenden Kondensation im Wasser. Die durch örtliche Unterdruckverdampfung vor dem Propeller entstehenden Dampfblasen wandern mit der Strömung durch den Propeller. Auf der Druckseite der Propellerflügel kondensieren sie. Der Kondensationsvorgang kann mit hohen Druckspitzen (Implosion) einhergehen. Erfolgt die Implosion direkt am Flügel, können kleinste Materialabtragung bei jeder Umdrehung bald zu großen Schäden führen.